# Hermann Doormann
Hermann Doormann (* 23. August 1752 in Hamburg; † 4. März 1820 ebenda) war ein deutscher Ratssyndicus und Diplomat.

## Leben und Wirken
Hermann Doormann war der Sohn von Frans Doormann. Das Studium an der Universität Göttingen schloss er 1776 mit einer Promotion zum Doktor beider Rechte ab. Seine Promotionsarbeit beschäftigte sich mit dem Hamburgischen Privatrecht. Anschließend arbeitete er als Advokat. Da er über gute französische Sprachkenntnisse verfügte, wählte ihn der Hamburger Rat 1791 zum Syndicus. Während der Hamburger Franzosenzeit stand Doormann den Ansichten des französischen Diplomaten Louis Antoine Fauvelet de Bourrienne aufgeschlossener gegenüber als den Wünschen des englischen Abgesandten Edward Thornton.
1808 ließ Doormann über Patrick Colquhoun bei der britischen Regierung anfragen, ob sie einen Beitritt der Hansestädte Hamburg, Bremen und Lübeck zum Rheinbund dulden würde. Gleiche Pläne, die jedoch von britischer Seite skeptisch gesehen wurden, verfolgte auch Bremens Senator Johann Smidt. Doormann erhielt auf seine Anfrage keine klare Antwort. 
Im Rahmen der Vorbereitung eines Kriegs gegen Russland bildete Napoleon Bonaparte Ende 1810 das Generalgouvernement der Hanseatischen Departements. Hamburg wurde zur Hauptstadt des Departements der Elbmündungen. Doormann war Doyen einer hanseatischen Kommission, die Napoleon Anfang 1811 in Paris Ergebenheit zusicherte. Die Hansestädte hätten schon immer nach einem gemeinsamen verbindenden Hinterland, dem „Territoire“, verlangt, so Doormann in seiner Rede. Napoleon ernannte Doormann 1811 zum Mitglied des Conseil général. Er sollte dem Präfekten des Departements, Patrice Claude Ghislain de Coninck, zuarbeiten. Gemeinsam mit Amandus Augustus Abendroth, Martin Jenisch und Hans Werner von Mending wurde Doormann im April 1812 Mitglied des Pariser Corps législatif. Unter der Führung von Jean-Pierre Bachasson de Montalivet arbeiteten sie von Mai bis August 1812 in Paris gemeinsam mit anderen Législateurs aus den Departements der Wesermündung und der Oberems und diskutierten Details der französischen Assimilierungspolitik in den Hanseatischen Departements, die von Paris gelenkt wurde. 1812 verlieh Napoleon Doormann den untersten Rang des Réunion-Ordens.
Auch nach den Kantonalwahlen vom November 1812, deren Ergebnisse aufgrund von politischen Turbulenzen nicht zur Geltung kamen, blieb Doormann im Amt. Im Februar/März 1813 nahm er an einer Sitzung des Akklamationsorgans im Palais Bourbon teil und erhielt bis zum Frühjahr 1814 seine Bezüge, obwohl sich das Generalgouvernement in einem Belagerungszustand befand. Während der kurzzeitigen Befreiung Hamburgs unter Führung von Friedrich Karl von Tettenborn von März bis Mai 1813 hielt sich Doormann politisch zurück, gestaltete 1814 jedoch aktiv und in führender Position die Reparations- und Entschädigungsverhandlungen mit, die der hamburgische Staat nach den Friedensschlüssen von Paris führte.